# Treviso Foot-Ball Club 1933-1934
Questa voce raccoglie le informazioni riguardanti il Treviso Foot-Ball Club nelle competizioni ufficiali della stagione 1933-1934.

## Stagione
Nella stagione 1933-1934 il Treviso ripete il buon campionato precedente e si piazza terzo, a soli 4 punti dal duo di testa formato dall'Udinese e dalla Pro Gorizia.
il 19 ottobre 1933 la nazionale Italiana di Vittorio Pozzo si recò a Treviso per disputare un'amichevole contro il Treviso, che vinse 1-0 con rete di Bruno Bozzolo. Curiosità: l'arbitro Otello Rocchi prolungo la parita di quindici minuti sperando che gli azzurri pareggiassero ma alla fine hanno perso lo stesso.

## Rosa
| N. |                   | Ruolo | Calciatore      |
| -- | ----------------- | ----- | --------------- |
|    | Italia (bandiera) | P     | Gino De Biasi   |
|    | Italia (bandiera) | D     | Angelo Greatti  |
|    | Italia (bandiera) | D     | Emilio Mangini  |
|    | Italia (bandiera) | D     | Lorenzo Moretto |
|    | Italia (bandiera) | D     | Gino Visentin   |
|    | Italia (bandiera) | D     | Bruno Zambon    |
|    | Italia (bandiera) | C     | Ugo Bottacin    |
|    | Italia (bandiera) | C     | Bruno Chiara    |
|    | Italia (bandiera) | C     | Vittorio Furlan |

| N. |                   | Ruolo | Calciatore       |
| -- | ----------------- | ----- | ---------------- |
|    | Italia (bandiera) | C     | Angelo Marcuzzo  |
|    | Italia (bandiera) | C     | Carlo Marcuzzo   |
|    | Italia (bandiera) | C     | Giuseppe Vergani |
|    | Italia (bandiera) | A     | Bruno Bozzolo    |
|    | Italia (bandiera) | A     | Carlo Fabris     |
|    | Italia (bandiera) | A     | Amilcare Fassina |
|    | Italia (bandiera) | A     | Gilio Meneghello |
|    | Italia (bandiera) | A     | Giovanni Pollini |
|    | Italia (bandiera) | A     | Marco Zanotto    |

## Statistiche di squadra
| Competizione    | Punti | In casa | In casa | In casa | In casa | In casa | In casa | In trasferta | In trasferta | In trasferta | In trasferta | In trasferta | In trasferta | Totale | Totale | Totale | Totale | Totale | Totale | DR  |
| Competizione    | Punti | G       | V       | N       | P       | Gf      | Gs      | G            | V            | N            | P            | Gf           | Gs           | G      | V      | N      | P      | Gf     | Gs     | DR  |
| --------------- | ----- | ------- | ------- | ------- | ------- | ------- | ------- | ------------ | ------------ | ------------ | ------------ | ------------ | ------------ | ------ | ------ | ------ | ------ | ------ | ------ | --- |
| Prima Divisione | 37    | 14      | 9       | 3       | 2       | ?       | ?       | 14           | 5            | 6            | 3            | ?            | ?            | 28     | 14     | 9      | 5      | 52     | 31     | +21 |
| Totale          |       | 14      | 9       | 3       | 2       | ?       | ?       | 14           | 5            | 6            | 3            | ?            | ?            | 28     | 14     | 9      | 5      | 52     | 31     | +21 |